# سامي العلاقي
سامي العلاقي (مواليد 28 مايو 1986 في دوسلدورف) هو لاعب كرة قدم تونسي الأصل ألماني المولد. يلعب حالياً كمهاجم مع نادي ماينز 05 في الدوري الألماني لكرة القدم (البونديسليغا)، كما أنه من لاعبي منتخب تونس لكرة القدم.

## مسيرة اللاعب
لعب سامي العلاقي في بداية مسيرته كلاعب مع نادي آندرلخت في عام 2005، ثم عاد إلى الدوري الألماني منذ موسم 2006/2007 ولعب مع عدة أندية مختلف الدرجات في الدوري الألماني مثل ألمانيا آخن ونادي كارل زايس ينا ونادي غروتر فورت قبل أن ينتقل في موسم 2010/2011 إلى نادي مابنز 05 وذلدك بعقد لمدة ثلاث سنوات، قابل للتمديد لعام إضافي.

## المنتخب الوطني
جرى استدعاء سامي العلاقي للمشاركة مع المنتخب الوطني التونسي لكرة القدم في 10 نوفمبر 2008. وكانت مبارته الدولية الأولى مع المنتخب في 19 نوفمبر 2008 ضد منتخب غانا لكرة القدم، وانتهت المباراة بالتعادل السلبي. سجل سامي أول أهدافه مع المنخب التونسي في المباراة ضد منتخب السودان لكرة القدم وذلك في مباراته الثانية.

## روابط خارجية
- سامي العلاقي على موقع الاتحاد الدولي (مؤرشف)  (الإنجليزية)
- سامي العلاقي على موقع الاتحاد الدولي (مؤرشف)  (الإنجليزية)
- سامي العلاقي على موقع قاعدة بيانات كرة القدم.إي يو (الإنجليزية)
- سامي العلاقي على موقع بيانات كرة القدم. دي إي (الألمانية)
- سامي العلاقي على موقع ناشيونال فوتبول تيمز (الإنجليزية)
- سامي العلاقي على موقع Soccerway.com (الإنجليزية)
- سامي العلاقي على موقع عالم كرة القدم.نت (الإنجليزية)
- سامي العلاقي على موقع AS.com (الإسبانية)